# Barry Dean
Barry James Dean (* 26. Februar 1955 in Maple Creek, Saskatchewan) ist ein ehemaliger kanadischer Eishockeyspieler, der im Verlauf seiner aktiven Karriere zwischen 1971 und 1982 unter anderem 165 Spiele für die Colorado Rockies und Philadelphia Flyers in der National Hockey League sowie 71 weitere für die Phoenix Roadrunners in der World Hockey Association auf der Position des linken Flügelstürmers bestritten hat. Sein Neffe Zack Smith ist ebenfalls professioneller Eishockeyspieler.

## Karriere
Dean spielte zunächst in der Saskatchewan Junior Hockey League bei den Saskatoon Olympics, ehe er in der Saison 1971/72 bei den Medicine Hat Tigers in der höherklassig angesiedelten Western Canada Hockey League debütierte. Der linke Flügelstürmer absolvierte in seinem Rookiejahr zwar nur 33 Einsätze und erreichte sieben Scorerpunkte, jedoch etablierte er sich aber der folgenden Spielzeit im Kader der Tigers. Sein zweites Spieljahr schloss er mit 53 Punkten in der regulären Saison ab, woraufhin er 16 Punkte in 17 Playoff-Spielen folgen ließ, die mit dafür verantwortlich waren, dass Medicine Hat erstmals den President’s Cup, die Meisterschaftstrophäe der WCHL, gewann. Damit nahm die Mannschaft auch am prestigeträchtigen Memorial Cup teil, den sie allerdings als Dritter und damit Letzter beendete. Auch in den folgenden beiden Jahren blieb Dean, der es in der Saison 1974/75 mit 115 Scorerpunkten unter die besten zehn Punktesammler der Liga schaffte und ins First All-Star Team der Liga berufen wurde, ein fester Bestandteil des Kaders. Folglich wurde der 20-Jährige sowohl im NHL Amateur Draft 1975 hinter Mel Bridgman an der zweiten Gesamtposition von den Kansas City Scouts aus der National Hockey League als auch den Edmonton Oilers aus der mit der NHL konkurrierenden World Hockey Association an sechster Stelle des WHA Amateur Draft 1975 ausgewählt.
Bevor der Angreifer jedoch in den Profibereich wechselte, transferierten die Oilers ihn im Tausch für ein Erst- und Drittrunden-Wahlrecht im WHA Amateur Draft 1976 sowie eine nicht genannte Geldsumme zum Ligakonkurrenten Phoenix Roadrunners. Dort gab Dean in der Spielzeit 1975/76 sein Profidebüt in der WHA und bestritt 71 Spiele für die Mannschaft aus dem Bundesstaat Arizona, in denen er 34-mal punktete. Zur folgenden Saison entschied sich der Kanadier für einen Wechsel in die NHL. Da die Kansas City Scouts, die seine Transferrechte für die Liga im Vorjahresdraft erworben hatten, inzwischen nach Denver umgesiedelt worden waren, spielte der Offensivakteur mit Beginn des Spieljahres 1976/77 für das Nachfolgefranchise Colorado Rockies. Mit 39 Punkten – sein Karrierebestwert im Profibereich – in 79 Einsätzen bestätigte er dabei die Werte aus seinem Rookiejahr in der Konkurrenzliga. Dennoch trennten sich die Rockies im August 1977 von ihm und transferierten ihn im Tausch für Mark Suzor zu den Philadelphia Flyers.
Bei den Flyers bekam der Außenstürmer nicht mehr die Einsatzminuten, die er noch zuvor in Phoenix und Colorado erhalten hatte. Über einen Zeitraum von eineinhalb Jahren absolvierte er lediglich 86 Spiele für die Mannschaft, punktete dabei jedoch 42-mal. Mit dem Beginn des Kalenderjahres 1979 fand er sich schließlich im Farmteam Maine Mariners in der American Hockey League wieder. Mit der Mannschaft gelang ihm am Saisonende die erfolgreiche Titelverteidigung des Calder Cups. Die Flyers ließen den einstigen Erstrunden-Draftpick daraufhin im NHL Expansion Draft 1979 ungeschützt, behielten ihn aber schließlich doch, nachdem sie im Draft mit Dave Hoyda einen linken Flügelstürmer an die Winnipeg Jets verloren hatten. In der Folge gelang es Dean aber nicht, sich wieder einen Platz im NHL-Kader zu erarbeiten und er verblieb für eine weitere Spielzeit bei den Mariners in der AHL.
Im Juni 1980 erfolgte schließlich der Abgang aus Philadelphia, als er in einem Transfergeschäft zu den Edmonton Oilers geschickt wurde, die mittlerweile von der WHA in die NHL gewechselt waren. Edmonton gab dafür Ron Areshenkoff und ein Zehntrunden-Wahlrecht im bevorstehenden NHL Entry Draft 1980 an die Philadelphia Flyers ab. Der Wechsel brachte für Dean keine Veränderung mit sich. Nachdem er jeweils ein Jahr bei den Kooperationsteams Wichita Wind in der Central Hockey League sowie den Fredericton Express in der American Hockey League verbracht und mittlerweile über dreieinhalb Spielzeiten in Folge in den Minor Leagues gespielt hatte, gab er im Sommer 1981 im Alter von 26 Jahren das Ende seiner aktiven Karriere bekannt.

## Erfolge und Auszeichnungen
- 1973 President’s-Cup-Gewinn mit den Medicine Hat Tigers
- 1975 WCHL First All-Star Team
- 1979 Calder-Cup-Gewinn mit den Maine Mariners

## Karrierestatistik
(Legende zur Spielerstatistik: Sp oder GP = absolvierte Spiele; T oder G = erzielte Tore; V oder A = erzielte Assists; Pkt oder Pts = erzielte Scorerpunkte; SM oder PIM = erhaltene Strafminuten; +/− = Plus/Minus-Bilanz; PP = erzielte Überzahltore; SH = erzielte Unterzahltore; GW = erzielte Siegtore; 1 Play-downs/Relegation; Kursiv: Statistik nicht vollständig)